# Bronisław Mirecki
Bronisław Mirecki (ur. 3 września 1903 w Przeworsku, zm. 13 sierpnia 1986 w Hałuszczyńcach) – polski duchowny rzymskokatolicki, kanonik, duszpasterz Polaków zamieszkujących tereny wcielone do ZSRR.

## Życiorys
Urodził się 3 września 1903 w Przeworsku w rodzinie inteligenckiej o patriotycznych tradycjach jako drugie z ośmiorga dzieci Dominika i Pauliny z domu Ścisłowskiej. Był bratem m.in. Adama, Kazimierza, Leona, Marii). W dzieciństwie ciężko zachorował, został wówczas zawieziony przez swoją matkę oraz matkę chrzestną hrabinę Morsztynową do klasztoru Bernardynów w Leżajsku, gdzie ofiarowany woli Bożej z nadzieją, że wyzdrowieje i zostanie księdzem. Uczestniczył jako ochotnik w wojnie polsko-bolszewickiej. 17 sierpnia 1920 został ranny w bitwie pod Zadwórzem i dostał się do sowieckiej niewoli. Udało mu się uciec z obozu jenieckiego pod Kijowem i wrócić do domu rodzinnego. Rozpoczętą w 1918 naukę w Państwowym Gimnazjum w Nisku przerwał z powodu udziału w wojnie. Dopiero w 1926 zdał maturę. Odbył służbę wojskową, ukończył szkołę podchorążych, rozważał poświęcenie się służbie wojskowej, jednak zachorował na tyfus i porzucił te plany. W 1927 wstąpił do Seminarium Duchownego we Lwowie. Święcenia kapłańskie przyjął w katedrze lwowskiej 1933. W 1933 ukończył studia na Wydziale Teologicznym Uniwersytetu Jana Kazimierza we Lwowie. Uzyskał tytuł magistra świętej teologii, broniąc pracy pt. Prawo własności w świetle encykliki Rerum Novarum i Quadragesimo anno. W latach 1933–1935 pełnił funkcję wikariusza w Żydaczowie, a następnie administratora parafii Nowe Sioło. Przed 1939 został proboszczem w Podwołoczyskach.
Po wybuchu II wojny światowej w 1939 wpierw podczas okupacji sowieckiej posługiwał przy wywożonych transportami w głąb ZSRR. Po nastaniu okupacji niemieckiej w 1941 podjął współpracę z Narodową Organizacją Wojskową, a następnie z Armią Krajową. W 1944 Ukraińska Powstańcza Armia wydała na ks. Bronisława wyrok śmierci. Banderowcy dokonali napadu i podpalili dom, w którym mieszkał duchowny. Ksiądz Mirecki ocalał, ale silny stres spowodował całkowite osiwienie.
Pod koniec 1944 został mianowany przez abp. Eugeniusza Baziaka proboszczem w Podwołoczyskach, niedaleko przedwojennej granicy polsko-sowieckiej. Aby utrudnić duchownemu działalność, bolszewicy wysadzili w powietrze miejscowy kościół, zaś ks. Bronisława pozbawiono na 15 lat prawa do pracy duszpasterskiej – żaden kapłan na terenie Ukrainy nie został ukarany w taki sposób (decyzję o przydziale parafii dla duchownego wydawało Ministerstwo Wyznań Religijnych ZSRR). Zdecydował się więc na działalność w konspiracji, odprawiając nabożeństwa np. w domach prywatnych czy kaplicach cmentarnych, co było w świetle prawa radzieckiego czynem zabronionym. Zamieszkiwał w drewnianej wilgotnej chacie w Podwłoczyskach. Była ona położona blisko bazaru, co okolicznym ludziom ułatwiało dotarcie do niego i korzystanie z podziemnego duszpasterstwa, które prowadził. KGB i MWD niejednokrotnie zatrzymywało i przesłuchiwało ks. Mireckiego, grożąc mu zsyłką oraz śmiercią. W kilku przypadkach był bezpośrednio zaatakowany i uchodził z życiem; gdy wrzucano granaty do domów, w których nocował lub gdy udało mu się zbiec z podpalonego domu, po czym przez wiele godzin ukrywał się w śniegu. Nigdy nie został przyłapany w trakcie wykonywania funkcji duszpasterskich. Znalazł schronienie u oddanych mu mieszkańców. W konspiracji sprawował sakramenty: odprawiał Msze święte, chrzcił, spowiadał, błogosławił małżeństwa. Obsługiwał jednocześnie 15 parafii na terenie Podola i Wołynia (niekiedy obsługiwał jednocześnie nawet 18 kościołów), podróżując pomiędzy miejscowościami pod osłoną nocy, furą lub saniami. Pracował na terenie Podola m.in. w Kamieńcu Podolskim, Derażni, Greczanach k. Chmielnickiego (Płoskirowa), Gródku Podolskim, Hołozubińcach, Latyczowie, Manikowcach, Połonnem. Dbał również o kaplicę na kijowskim Światoszynie. Otoczył duchową opieką mieszkańców skupiska katolików na Bukowinie, w Kazachstanie, na Krymie i w Moskwie.
Gdy po kilkunastu latach otrzymał pozwolenie władz na pracę w parafii i w Hałuszczyńcach nad Zbruczem był jedynym kapłanem w całym obwodzie tarnopolskim. Opiekował się jednocześnie parafiami w Krzemieńcu i Borszczowie. W 1972 otrzymał zaproszenie z Rzymu (wysłane przez bp. Władysława Rubina, zamieszkującego w parafii Nowe Sioło) na uroczystości beatyfikacji św. Maksymiliana Marii Kolbego i związku u tym był przesłuchiwany przez milicję. 8 listopada 1983 w Hałuszczyńcach obchodził zorganizowany przez parafian złoty jubileusz kapłaństwa połączony z 80-tymi urodzinami. Z tej okazji papież Jan Paweł II nadesłał telegram, zapewniając go o swym duchowym uczestnictwie w tej uroczystości. Przed śmiercią duchowny został uhonorowany tytułem kanonika.
Ks. Bronisław Mirecki zmarł w Hałuszczyńcach 13 sierpnia 1986. W manifestacyjnym pogrzebie 16 sierpnia 1986 uczestniczyło 25 kapłanów i tysiące wiernych. Mszę św. pogrzebową odprawił ks. Jan Olszański, a kazanie wygłosił ks. Krajewski z Czerniowiec. Ks. Olszański powiedział o zmarłym: Życie ks. Bronisława to życie kapłana, męczennika-nędzarza, a zarazem misjonarza. Nad grobem przemawiał także przybyły z Warszawy brat księdza, Leon, który stwierdził, iż Sądzone mu było trwać, a trwanie to było ciężkim bojowaniem. Na grobie ks. Mireckiego umieszczono inskrypcję: W trudnych czasach poświęcił się, nie opuścił nas i został z nami na zawsze.